# Evolventno ozubljenje
Evolventno ozubljenje se zbog svojih prednosti kao što su relativno jednostavna izrada zupčanika i neosjetljivost prijenosnog omjera na manje promjene osnog razmaka, najčešće koristi za izradu profila boka zuba zupčanika u obliku evolvente. Evolventa je krivulja koju opisuje svaka točka pravca koji se bez klizanja odvaljuje po temeljnoj kružnici. Temeljna kružnica je kružnica na zupčaniku od koje počinje evolventa na zubu.
Za evolventni bok zuba normala u svakoj točki dodira tangira isti temeljni krug zupčanika. Budući da svaka od tih normala prolazi i kroz odvalnu točku, proizlazi da je ona jedna te ista i nepomična, bez obzira koja je točka u dodiru. Kako je normala zajednička za oba zupčanika u zahvatu, i nepomična, profil boka zuba spregnutog zupčanika može i mora biti samo evolventan, jer samo kod evolvente normala u proizvoljnoj točki tangira isti (temeljni) krug. Dakle, normala za svo vrijeme zahvata tangira oba temeljna kruga. To znači i da je kut zahvata konstantan, kao i promjeri temeljnih krugova. Očito je također da se zahvat bokova odvija po tom pravcu koji se zato naziva dodirnica ili zahvatna linija, a zahvatni kut se naziva joši kut dodirnice. Uočljivo je i da je zahvatni kut ustvari kut pritiska na kinematskom krugu.
Zahvatnu liniju dobivamo ako spojimo sve dodirne točke zupčanika, u kojima se dodiruju bokovi. Prostorno gledano, dobivamo površinu zahvata. Zahvatna linija je apsolutna putanja dodirne točke. Kod evolventnog ozubljenja zahvatna linija je pravac. Kod cikloidnog ozubljenja zahvatna linija je luk. Kut zahvatne linije je standardiziran i iznosi α = 20º, a kod evolventnog ozubljenja je konstantan. To je kut tangente u točki dodira i spojnice osi vrtnje.